# Aldo Dorigo
Aldo Dorigo (Trieste, 5 agosto 1929 – Milano, 15 gennaio 2025) è stato un calciatore italiano, di ruolo centrocampista o attaccante.

## Carriera
Debuttò in Serie A con la Triestina all'inizio degli anni cinquanta, durante i quali segnò il 15 febbraio 1953 il gol che si sarebbe rivelato decisivo per la vittoria nella gara casalinga contro la Juventus per 2-1; partecipò alla prima gara casalinga dei triestini dopo il ritorno all'Italia, il 31 ottobre 1954, contro il Genoa, terminata con un pareggio per 1-1.
Nel corso della sua carriera vestì anche le maglie di Inter (di cui fu anche capitano e durante la cui militanza il 14 ottobre 1956 segnò il gol del pareggio in Inter-Juventus 1-1) e Alessandria.
Durante la sua militanza tra i grigi piemontesi, un incidente pose prematuramente fine alla sua carriera agonistica.

## Dopo il ritiro
Il primo novembre 2004 ha ricevuto un premio dal comune di Trieste, per i suoi meriti di calciatore e patriota.